# Johannes Gerardus Maria van Nass

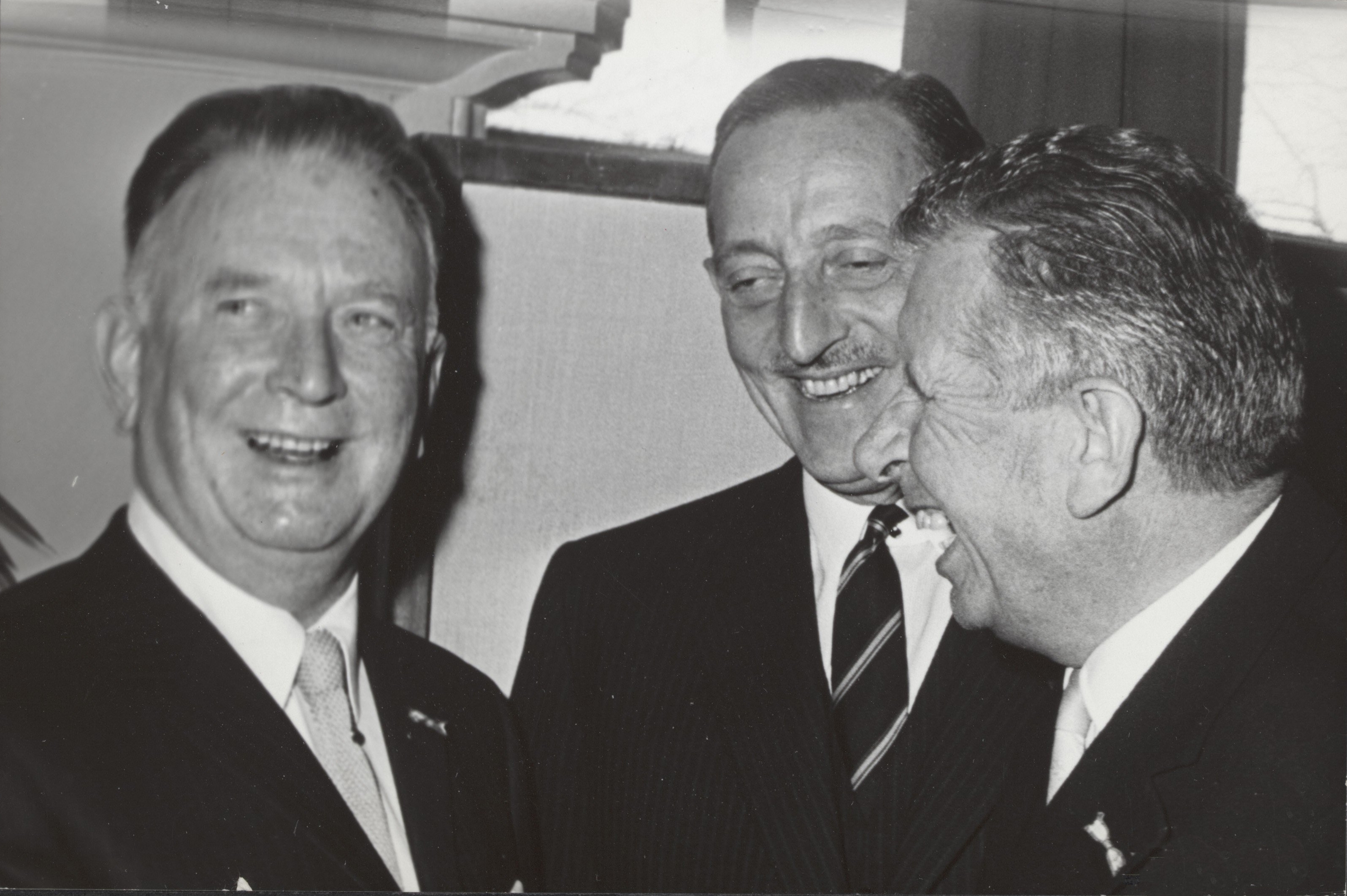
Van Nass (midden) in 1967, geflankeerd door Dick Bessem en Cor Kieboom

Johannes Gerardus Maria van Nass (Nijmegen, 17 november 1911 – Den Haag, 5 oktober 1989) was generaal-majoor, commandant van het Korps Mariniers van 1960 tot 1967 en adjudant in buitengewone dienst van H.M. de Koningin.

## Loopbaan
Van Nass begon in 1929 aan de opleiding tot zeeofficier aan het Koninklijk Instituut voor de Marine in Den Helder. In 1930 stapte hij over naar het Korps Adelborsten. 
In 1937 werd hij als eerste luitenant der mariniers uitgezonden met de Hr. Ms. de Ruyter naar Nederlands-Indië. Hier is hij betrokken geraakt bij oorlogshandelingen. Na de capitulatie in 1942 is hij door de Japanse bezetter krijgsgevangen genomen. Na de bevrijding werd hij bevorderd tot kapitein en twee maanden later tot majoor. Voor moedig optreden tijdens een verkenning in maart 1942 werd hij in 1947 onderscheiden met de Bronzen Leeuw.
Van Nass keerde in 1946 terug naar Nederland. Hij werd bevorderd tot luitenant-kolonel der mariniers en werd commandant van de mariniers in Volkel. Daar werden mariniers opgeleid voor de strijd in Nederlands Indië. Vijf jaar later werd Van Nass commandant mariniers op de Nederlandse Antillen. 
In 1954 werd Van Nass bij het hoofdkwartier Korps Mariniers in Rotterdam geplaatst. Op 1 juli 1960 werd hij bevorderd tot generaal-majoor en kreeg hij het bevel over het Korps Mariniers. Bij zijn afscheid in 1967 werd hij benoemd tot adjudant in buitengewone dienst van H.M. de Koningin.
Van Nass was van 1967 tot 1971 Algemeen secretaris van de Kamer van Koophandel in Rotterdam. Van 1966 tot 1983 was hij president-commissaris van de N.V. Stadion Feijenoord. Daarnaast was hij o.a. lid van het Nederlands Olympisch Comité en bestuurslid van de Koninklijke Zuid-Hollandsche Maatschappij tot Redding van Schipbreukelingen.

## Onderscheiden
- 1947: Bronzen Leeuw
- 1951: Officier in de Orde van Oranje-Nassau met de zwaarden.
- 1964: Ridder in de Orde van de Nederlandse Leeuw